# Madison Parish
Das Madison Parish (frz.: Paroisse de Madison) ist ein Parish im Bundesstaat Louisiana der Vereinigten Staaten. Bei der Volkszählung im Jahr 2020 hatte das Parish 10.017 Einwohner und eine Bevölkerungsdichte von 6,2 Einwohner pro Quadratkilometer. Der Verwaltungssitz (Parish Seat) ist Tallulah.

## Geographie
Das Parish liegt fast im äußersten Nordosten von Louisiana und grenzt im Osten an den Mississippi River, der die Grenze zum Bundesstaat Mississippi bildet. Das Madison Parish ist im Norden etwa 45 km von Arkansas entfernt und hat eine Fläche von 1685 Quadratkilometern, wovon 69 Quadratkilometer Wasserfläche sind. Es grenzt an folgende Parishes und Countys:
| Richland Parish | East Carroll Parish |                             |
|                 |                     | Warren County (Mississippi) |
| Franklin Parish | Tensas Parish       |                             |

## Geschichte

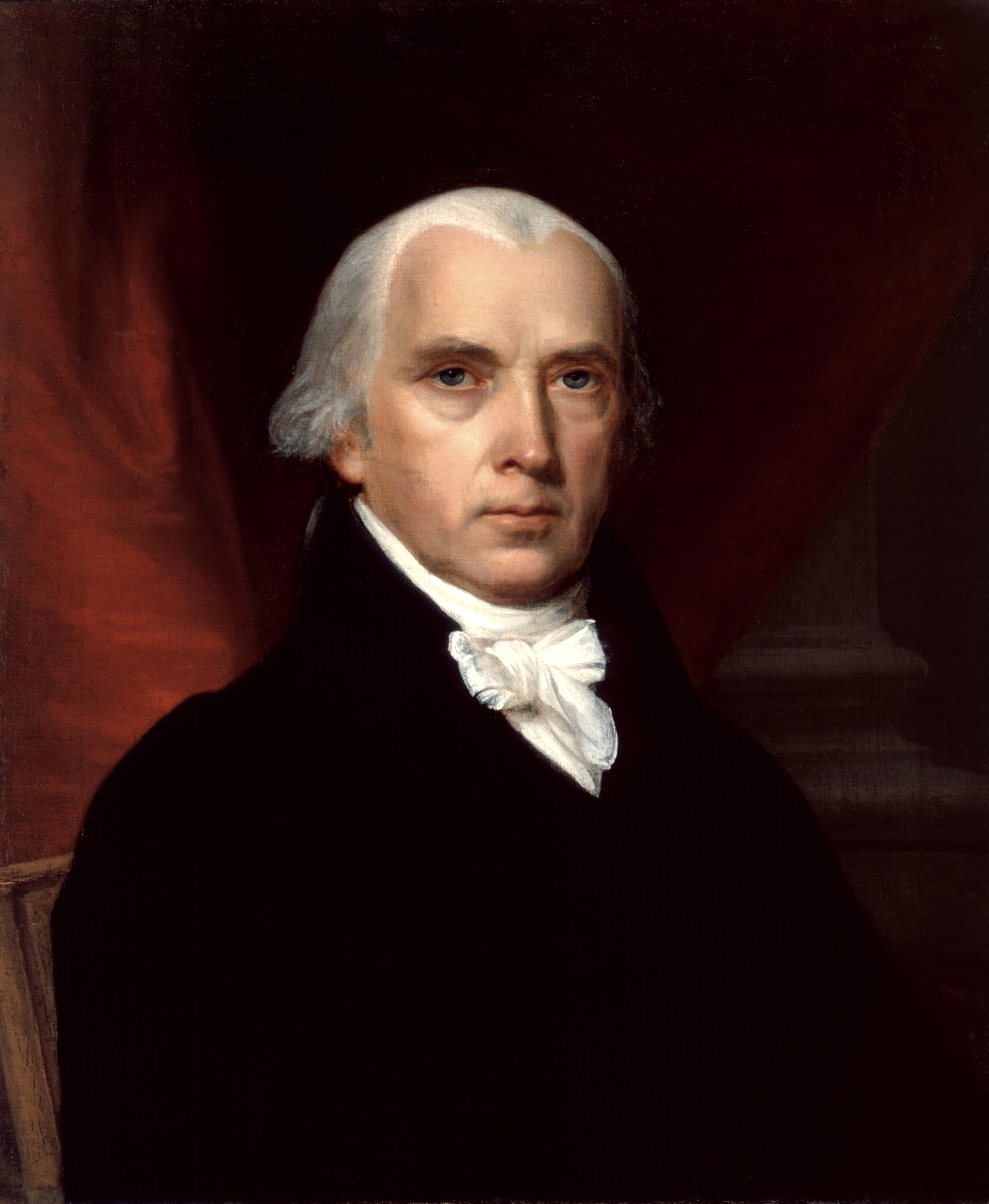
James Madison

Madison Parish wurde 1838 aus Teilen des Concordia Parish gebildet. Benannt wurde es nach James Madison (1751–1836), dem vierten Präsidenten der USA.
15 Bauwerke und Stätten des Parish sind im National Register of Historic Places eingetragen (Stand 7. November 2017).

## Demografische Daten

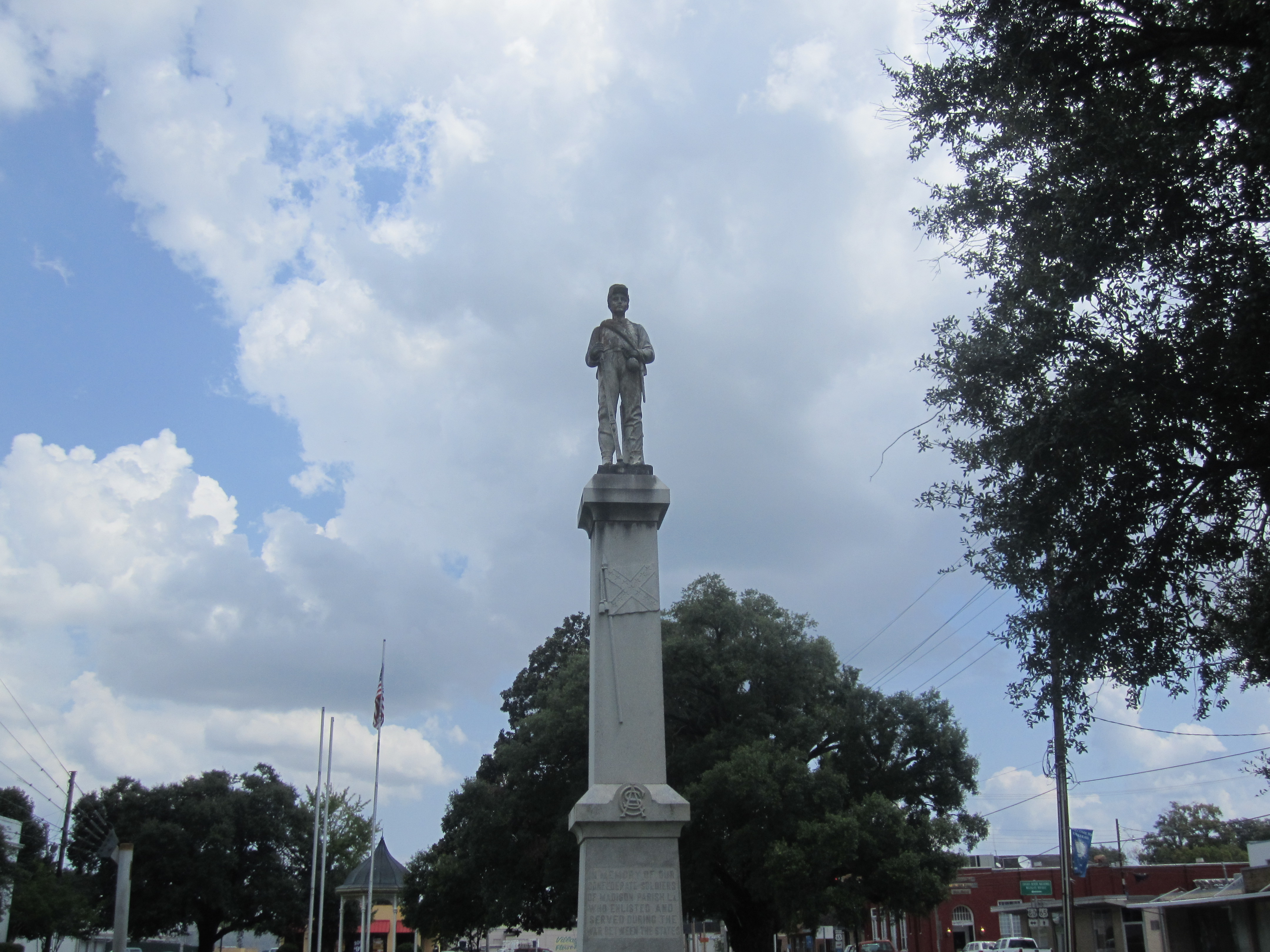
Confederate Soldier Statue in Tallulah

Nach der Volkszählung im Jahr 2000 lebten im Madison Parish 13.728 Menschen in 4.469 Haushalten und 3.141 Familien. Die Bevölkerungsdichte betrug 8 Einwohner pro Quadratkilometer. Ethnisch betrachtet setzte sich die Bevölkerung zusammen aus 37,86 Prozent Weißen, 60,34 Prozent Afroamerikanern, 0,15 Prozent amerikanischen Ureinwohnern, 0,16 Prozent Asiaten, 0,01 Prozent Bewohnern aus dem pazifischen Inselraum und 0,35 Prozent aus anderen ethnischen Gruppen; 1,13 Prozent stammten von zwei oder mehr Ethnien ab. 2,10 Prozent der Bevölkerung waren spanischer oder lateinamerikanischer Abstammung, die verschiedenen der genannten Gruppen angehörten.
Von den 4.469 Haushalten hatten 35,4 Prozent Kinder und Jugendliche unter 18 Jahre, die bei ihnen lebten. 41,2 Prozent waren verheiratete, zusammenlebende Paare, 24,2 Prozent waren allein erziehende Mütter, 29,7 Prozent waren keine Familien, 26,6 Prozent waren Singlehaushalte und in 11,0 Prozent lebten Menschen im Alter von 65 Jahren oder darüber. Die Durchschnittshaushaltsgröße betrug 2,74 und die durchschnittliche Familiengröße lag bei 3,35 Personen.
Auf das gesamte Parish bezogen setzte sich die Bevölkerung zusammen aus 32,6 Prozent Einwohnern unter 18 Jahren, 11,2 Prozent zwischen 18 und 24 Jahren, 25,5 Prozent zwischen 25 und 44 Jahren, 19,1 Prozent zwischen 45 und 64 Jahren und 11,6 Prozent waren 65 Jahre alt oder darüber. Das Durchschnittsalter betrug 30 Jahre. Auf 100 weibliche  kamen statistisch 103,3 männliche Personen. Auf 100 Frauen im Alter von 18 Jahren oder darüber kamen 95,6 Männer.
Das jährliche Durchschnittseinkommen eines Haushalts betrug 20.509 US-Dollar, das Durchschnittseinkommen der Familien betrug 23.589 USD. Männer hatten ein Durchschnittseinkommen von 26.394 USD, Frauen 16.141 USD. Das Prokopfeinkommen betrug 10.114 USD. 29,7 Prozent der Familien 36,7 Prozent der Bevölkerung lebten unterhalb der Armutsgrenze. Davon waren 51,6 Prozent Kinder oder Jugendliche unter 18 Jahre und 22,0 Prozent waren Menschen über 65 Jahre.

## Orte im Parish

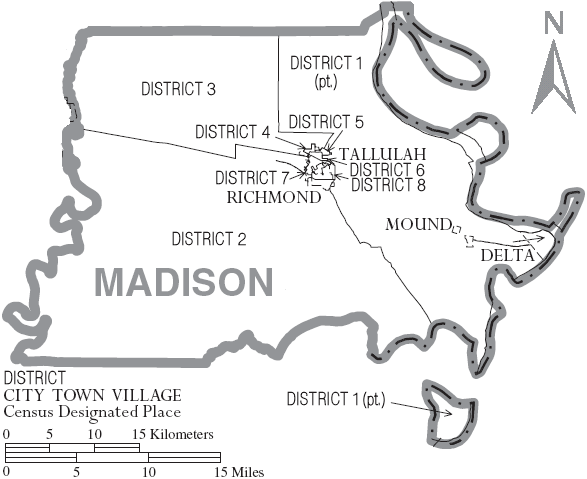
Karte des Madison Parishes

- Afton
- Altoona
- Ashly
- Barnes
- Bedford
- Coleman
- Delta
- Englewood
- Enoka
- Fortune Fork
- King
- Lums
- Mansford
- Mound
- Omega
- Quebec
- Quimby
- Richmond
- Talla Bena
- Tallulah
- Tendal
- Thomastown
- Waverly